# Maute-groep
De Maute-groep (Arabisch: جماعة ماؤوتي, jamaeat mawuwti) is een jihadistische groepering die actief is op het Filipijnse eiland Mindanao. De leden zijn voornamelijk voormalige strijders van het Moro Islamic Liberation Front waar de groep tevens sterke banden mee onderhoudt. Hun leider was gedurende enkele jaren Abdullah Maute, die vermoedelijk in augustus 2017 bij gevechten is omgekomen.

## Geschiedenis
De Maute-groep werd in 2012 opgericht door de gebroeders Abdullah en Omar Maute. De oorspronkelijke naam was Dawlah Islamiya. In april 2015 zwoer de Maute-groep trouw aan Islamitische Staat. In februari 2016 verloor de beweging haar hoofdkwartier in Butig na een confrontatie met het Filipijnse leger.
Op 23 mei 2017 brak de Marawi-crisis uit, toen de Maute-groep met hulp van andere jihadistische groeperingen de stad Marawi aanviel en innam. President Rodrigo Duterte kondigde op het hele eiland de staat van beleg af. Op 16 oktober is Omar Maute, de broer van Abdullah, volgens berichten van het Filipijnse leger omgekomen in een vuurgevecht (samen met Isnilon Hapilon). Hiermee verloor de Maute-groep haar laatste belangrijke kopstuk.